# Osiedle Jagiellońskie (obszar SIM)
Osiedle Jagiellońskie – jednostka obszarowa miasta utworzona w 2008 roku na potrzeby Systemu Informacji Miejskiej (SIM) i obejmująca większą część osiedla Jagiellońskie i mały fragment osiedla Rzeczypospolitej w Poznaniu. Jednostka obszarowa formalnie nie jest osiedlem. Mieści się na terenie osiedla samorządowego Rataje.

## Obszar
Wedle Systemu Informacji Miejskiej jednostka obszarowa Osiedle Jagiellońskie mieści się w granicach:
- od wschodu: ulica Dolską i dalej między innymi przez park Rataje;
- od południa: park Rataje i następnie ulicą Jastrzębią do krzyżówki z ulicą Ludwika Zamenhofa;
- od zachodu: ulicą Ludwika Zamenhofa na odcinku od skrzyżowania z ulicą Jastrzębią do ronda Rataje,
- od północy: od Ronda Rataje ulicą Bolesława Krzywoustego do ulicy Dolskiej[2].